# Shamsul Maidin
Shamsul Maidin (1966. április 16. –) szingapúri nemzetközi labdarúgó-játékvezető, sportvezető.

## Pályafutása

### Nemzeti játékvezetés
Játékvezetésből Szingapúrban vizsgázott. A Szingapúri labdarúgó-szövetség által üzemeltetett labdarúgó bajnokságokban kezdte sportszolgálatát. Szingapúr labdarúgó-szövetség Játékvezető Bizottságának (JB) minősítésére 1993-tól az S.League játékvezetője. Küldési gyakorlat szerint rendszeres 4. bírói szolgálatot is végzett. A nemzeti játékvezetéstől 2011-ben visszavonult.

### Nemzetközi játékvezetés
A Szingapúri labdarúgó-szövetség JB  terjesztette fel nemzetközi játékvezetőnek, a Nemzetközi Labdarúgó-szövetség (FIFA) 1996-tól tartotta nyilván bírói keretében. A FIFA JB központi nyelvei közül az angolt beszéli. Több nemzetek közötti válogatott, valamint AFC-bajnokok ligája klubmérkőzést vezetett, vagy működő társának 4. bíróként segített. A  nemzetközi játékvezetéstől 2007-ben sérülése miatt búcsúzott.

#### Labdarúgó-világbajnokság
Az U20-as, a 2001-es ifjúsági labdarúgó-világbajnokságon és a 2003-as ifjúsági labdarúgó-világbajnokságon a FIFA JB bíróként foglalkoztatta.

##### 2001-es ifjúsági labdarúgó-világbajnokság
| Időpont          | Helyszín                              | Mérkőzés típusa              | Mérkőzés           | Eredmény | Nézők száma |
| ---------------- | ------------------------------------- | ---------------------------- | ------------------ | -------- | ----------- |
| 2001. június 20. | José Amalfitani Stadion, Buenos Aires | csoportmérkőzés (A. csoport) | Jamaica–Finnország | 0 – 1    | 4000        |
| 2001. június 28. | Newell's Old Boys Stadion, Rosario    | egyik nyolcaddöntő           | Angola–Hollandia   | 0 – 2    | 5000        |

##### 2003-as ifjúsági labdarúgó-világbajnokság
| Időpont            | Helyszín                     | Mérkőzés típusa              | Mérkőzés         | Eredmény | Nézők száma |
| ------------------ | ---------------------------- | ---------------------------- | ---------------- | -------- | ----------- |
| 2003. november 29. | Al-Nahyan Stadion, Abu-Dzabi | csoportmérkőzés (F. csoport) | Paraguay–Amerika | 1 – 3    | 3500        |
| 2003. december 2.  | Al-Maktoum Stadion, Dubaj    | csoportmérkőzés (D. csoport) | Anglia–Egyiptom  | 0 – 0    | 12 000      |

---
Három világbajnokságon, az 1998-as labdarúgó-világbajnokságon, a 2002-es labdarúgó-világbajnokságon, valamint a 2006-os labdarúgó-világbajnokságon a FIFA JB játékvezetőként alkalmazta. Govindasamy Suppiah után a 2. szingapúri játékvezető, aki világbajnokságon működhetett, valamint az első aki egynél több mérkőzést irányított. 1998-ban, 2002-ben az AFC, 2006-ban az AFC és az OFC zónákban vezetett mérkőzéseket. Világbajnokságon vezetett mérkőzéseinek száma: 3.

##### 1998-as labdarúgó-világbajnokság
| Időpont          | Helyszín                           | Mérkőzés típusa           | Mérkőzés            | Eredmény | Nézők száma |
| ---------------- | ---------------------------------- | ------------------------- | ------------------- | -------- | ----------- |
| 1997. április 6. | Gelora Bung Karno Stadion, Jakarta | előselejtező (5. csoport) | Indonézia–Kambodzsa | 8 – 0    | 25 000      |

##### 2002-es labdarúgó-világbajnokság
| Időpont             | Helyszín                            | Mérkőzés típusa                 | Mérkőzés          | Eredmény | Nézők száma |
| ------------------- | ----------------------------------- | ------------------------------- | ----------------- | -------- | ----------- |
| 2001. augusztus 26. | Pakhtakor Markaziy Stadion, Taskent | előselejtező (2/B. kör/csoport) | Üzbegisztán–Katar | 2 – 1    | 40 000      |
| 2001. október 7.    | Wulihe Stadion, Senjang             | előselejtező (2/B. kör/csoport) | Kína–Omán         | 1 – 0    | 45 000      |

##### 2006-os labdarúgó-világbajnokság
| Időpont            | Helyszín                         | Mérkőzés típusa                 | Mérkőzés                              | Eredmény | Nézők száma |
| ------------------ | -------------------------------- | ------------------------------- | ------------------------------------- | -------- | ----------- |
| 2004. március 31.  | Pamir Stadion, Dushanbe          | előselejtező (2/6. kör/csoport) | Tádzsikisztán–Bahrein                 | 0 – 0    | 17 000      |
| 2004. szeptember 8 | Ahmed bin Ali Stadion, Al Rayyan | előselejtező (2/2. kör/csoport) | Palesztina–Üzbég labdarúgó-válogatott | 0 – 3    | 400         |
| 2004. október 13.  | Ahmed bin Ali Stadion, Al Rayyan | előselejtező (2/2. kör/csoport) | Irak–Üzbég labdarúgó-válogatott       | 1 – 2    | 10 000      |
| 2005. február 9.   | Világbajnoki Stadion, Szöul      | előselejtező (3/1. kör/csoport) | Dél-Korea–Kuvait                      | 2 – 0    | 53 287      |
| 2005. március 25.  | Azadi Stadion, Teherán           | előselejtező (3/2. kör/csoport) | Irán–Japán                            | 2 – 1    | 110 000     |

###### Világbajnoki mérkőzés
| Időpont          | Helyszín                    | Mérkőzés típusa              | Mérkőzés                      | Eredmény | Nézők száma |
| ---------------- | --------------------------- | ---------------------------- | ----------------------------- | -------- | ----------- |
| 2006. június 10. | Signal Iduna Park, Dortmund | csoportmérkőzés (B. csoport) | Trinidad és Tobago–Svédország | 0 – 0    | 62 959      |
| 2006. június 16. | AWD-Arena, Hannover         | csoportmérkőzés (D. csoport) | Mexikó–Angola                 | 0 – 0    | 43 000      |
| 2006. június 20. | AWD-Arena, Hannover         | csoportmérkőzés (A. csoport) | Costa Rica–Lengyelország      | 1 – 2    | 40 000      |

#### Afrikai nemzetek kupája
A 2006-os afrikai nemzetek kupája labdarúgó tornán a CAF JB bíróként alkalmazta.
| Időpont          | Helyszín                             | Mérkőzés típusa              | Mérkőzés               | Eredmény |
| ---------------- | ------------------------------------ | ---------------------------- | ---------------------- | -------- |
| 2006. január 24. | Nemzetközi Stadion, Kairó            | csoportmérkőzés (A. csoport) | Líbia–Elefántcsontpart | 1 – 2    |
| 2006. január 30. | Harras El-Hedoud Stadion, Alexandria | csoportmérkőzés (C. csoport) | Guinea–Tunézia         | 3 – 0    |

#### Ázsia-kupa
Az 1996-os Ázsia-kupán, a 2000-es Ázsia-kupán, valamint a 2004-es Ázsia-kupán az AFC JB hivatalnokként foglalkoztatta.

##### 1996-os Ázsia-kupa
| Időpont           | Helyszín                      | Mérkőzés típusa              | Mérkőzés                                  | Eredmény | Nézők száma |
| ----------------- | ----------------------------- | ---------------------------- | ----------------------------------------- | -------- | ----------- |
| 1996. december 7. | Zájed Sejk Stadion, Abu-Dzabi | csoportmérkőzés (A. csoport) | Dél-koreai labdarúgó-válogatott–Indonézia | 4 – 2    | 2000        |

##### 2000-es Ázsia-kupa
| Időpont           | Helyszín                    | Mérkőzés típusa              | Mérkőzés                                                | Eredmény | Nézők száma |
| ----------------- | --------------------------- | ---------------------------- | ------------------------------------------------------- | -------- | ----------- |
| 2000. október 17. | Nemzetközi Stadion, Szidón  | csoportmérkőzés (C. csoport) | Japán labdarúgó-válogatott–Üzbég labdarúgó-válogatott   | 8 – 1    | 2000        |
| 2000. október 19. | Olimpiai Stadion, Tripoli   | csoportmérkőzés (B. csoport) | Kínai labdarúgó-válogatott–Kuvaiti labdarúgó-válogatott | 0 – 0    | 5000        |
| 2000. október 26. | Sportvárosi Stadion, Bejrút | egyik elődöntő               | Kínai labdarúgó-válogatott–Japán labdarúgó-válogatott   | 2 – 3    | 5000        |

##### 2004-es Ázsia-kupa
| Időpont            | Helyszín                              | Mérkőzés típusa              | Mérkőzés                                                     | Eredmény | Nézők száma |
| ------------------ | ------------------------------------- | ---------------------------- | ------------------------------------------------------------ | -------- | ----------- |
| 2004. július 19.   | Shandong Sport Center Stadion, Csinan | csoportmérkőzés (B. csoport) | Dél-koreai labdarúgó-válogatott–Jordánia                     | 0 – 0    | 26 000      |
| 2004. július 27.   | Shandong Sport Center Stadion, Csinan | csoportmérkőzés (B. csoport) | Dél-koreai labdarúgó-válogatott–Kuvaiti labdarúgó-válogatott | 4 – 0    | 15 000      |
| 2004. július 30.   | Workers Stadion, Peking               | egyik negyeddöntő            | Kínai labdarúgó-válogatott–Iraki labdarúgó-válogatott        | 3 – 0    | 60 000      |
| 2004. augusztus 3. | Shandong Sport Center Stadion, Csinan | egyik elődöntő               | Bahreini labdarúgó-válogatott–Japán labdarúgó-válogatott     | 3 – 4    | 32 000      |

##### 2007-es Ázsia-kupa
A helyszínen tartott fizikai ellenőrző teszten megsérült, ezért nem vezethetett mérkőzést, helyette Kvon Dzsongcshol játékvezető lépett előbbre a tartalék sorból.
| Időpont           | Helyszín                      | Mérkőzés típusa                 | Mérkőzés                               | Eredmény | Nézők száma |
| ----------------- | ----------------------------- | ------------------------------- | -------------------------------------- | -------- | ----------- |
| 2006. február 22. | Al-Hamadaniah Stadion, Aleppó | előselejtező (1/B. kör/csoport) | Szíria–Dél-koreai labdarúgó-válogatott | 1 – 2    | 35 000      |

#### Konföderációs kupa
A 2005-ös konföderációs kupa labdarúgó tornán a FIFA JB bíróként foglalkoztatta.
| Időpont          | Helyszín                  | Mérkőzés típusa              | Mérkőzés             | Eredmény | Nézők száma |
| ---------------- | ------------------------- | ---------------------------- | -------------------- | -------- | ----------- |
| 2005. június 18. | Grundig Stadion, Nürnberg | csoportmérkőzés (A. csoport) | Ausztrália–Argentína | 2 – 4    | 25 218      |

## Sportvezetőként
2008-tól az AFC JB és a FIFA JB instruktora, az elit játékvezetők oktatója. Az első Délkelet-ázsiai játékvezető, akit a FIFA JB hivatalos sportvezetőként foglalkoztatott. A Szingapúr labdarúgó-szövetség JB elnöke.

## Szakmai sikerek
- A Szingapúri labdarúgó-szövetség négy (1997, 1998, 1999 és 2001) alkalommal adományozta részére az  "Év Játékvezetője"címet.
- Az Ázsiai Labdarúgó-szövetség (AFC) JB 2005-ben és 2006-ban az Év Játékvezetője elismerő címmel jutalmazta.